# Kärlek starkare än hat eller Skogsdotterns hemlighet
Kärlek starkare än hat eller Skogsdotterns hemlighet  är en svensk stumfilm från 1914 i regi av Victor Sjöström och med John Ekman, Doris Nelson och Richard Lund i huvudrollerna. Filmen har i dag gått förlorad.

## Handling
"Tattar-Johan" och hans syster Elsa bor långt inne i skogen. Johan livnär dem båda genom tjuvskytte, medan Elsa ibland går ner på byn för att handla. Bygdens skogvaktare förälskar sig i Elsa, som även börjar falla för honom, och de går på dans tillsammans. Deras dans avbryts emellertid av en bonde som avslöjat Johan med tjuvskytte.
Skogvaktaren ger sig av för att gripa den skyldige, och Elsa följer efter. Männen hamnar i ett häftigt slagsmål, men Johan lyckas slita sig loss och flyr till den gamla kvarnen. Han lyckas därefter stänga in skogvaktaren i kvarnen och öppnar dammluckorna så att vatten strömmar in.
Då kommer Elsa till kvarnen. Nu slåss syskonen med varandra, och kampen slutar med att båda hamnar i vattnet. Johan dras ned och drunknar, men Elsa kommer i land, och lyckas i sista stund rädda sin älskade.

## Om filmen
Filmens manus är skrivet av den norske manusförfattaren Peter Lykke-Seest, som vid den här tiden skrev en mängd originalmanuskript för Svenska Biografteatern. Den är den första av Sjöströms filmer att spelas in utanför Stockholm, troligen i Älvkarleö i Norduppland i juni 1913. Mycket lite av filmen spelades in i ateljé.
Filmen hade världspremiär den 1 januari 1914 på Verdensspeilet i Kristiania (nuvarande Oslo). Sverigepremiären var på Cosmorama i Göteborg den 5 januari samma år, och Stockholmspremiär på biograf Regina den 26 januari. Två recensioner av Stockholmstidningar har hittats: I Aftonbladet kallade man Sjöströms regi "beundransvärd", medan Social-Demokraten uppskattade det "natursköna Älvkarleby" och tyckte att filmen var "ytterst spännande". Sydsvenska Dagbladet menade att striden i kvarnen var särskilt spännande, och nämnde också "det natursköna Älfkarleö" samt det utmärkta fotot.
Filmen såldes förutom inom Norden till Australien, England, Italien, Ungern, USA och Österrike. Den tros ha åter distribuerats på 1920-talet, men är i dag förlorad.

## Rollista
- John Ekman – Tattar-Johan
- Doris Nelson – Tattar-Elsa, Tattar-Johans syster
- Richard Lund – skogvaktare
- Emmy Elffors – oidentifierad roll
- Ragnhild Owenberg-Lyche – oidentifierad roll